# Rügen
Rügen je njemački otok u Baltičkom moru ispred obale Zapadnoga Pomorja. 
Rügen je s 935 km² najveći otok Njemačke. Nalazi se u njemačkoj saveznoj državi Mecklenburg-Zapadno Pomorje, i s dva manja susjedna otoka (Hiddensee i Ummanz) čini Okrug Rügen. Godine 2001. stanovništvo otoka činilo je 73,000 stanovnika.
Otok Rügen povezan je cestovnim i željezničkim mostom s gradom Stralsund na kopnu. Također postoje 3 linije feribota koje povezuju otok s kopnom. Na obalama, naročito istočnoj, postoje brojna turistička odmarališta. Najveći i glavni grad na otoku je Bergen auf Rügen, a nalazi se u središnjem dijelu otoka.
Na otoku postoje 3 zaštićena rezervata prirode:
- Nacionalni park „Područje laguna Zapadnoga Pomorja“ (njem. Vorpommersche Boddenlandschaft); zapadna obala Rügena i otok Hiddensee
- Nacionalni park Jasmund; mali park koji obuhvaća obalske stijene od krede poznate kao "Kraljev tron" (njem. Königsstuhl)
- Rezervat biosfere Jugoistočni Rügen

Na Rügenu postoje tragovi ljudskog života još od 4000 godina pr. Kr.
Kasnije su otok naselili doseljenici iz Skandinavije, germansko pleme po imenu Rugijani po kojima je otok dobio ime. U 7. stoljeću, otok je naselilo slavensko pleme pod imenom Rujani. Oni su osnovali slavensku kneževinu čiji je političko i religijsko središte bio utvrđeni hram Svantovida na rtu Arkona, na najsjevernijoj točki otoka. Danski kralj Valdemar I. i biskup Absalon od Roskildea osvojili su otok 1168, i uništili hram. Žitelji poražene države preobraćeni su na kršćanstvo. Uspostavljena je monarhija pod danskim patronatom.
Otok je bilo pod vlašću vojvoda Pomeranije (od 1325.), a poslije je bio dio Švedske Pomeranije (od 1648.) Godine 1815. Rügen postaje dio Pruske. Tada počinje razvoj otoka kao ljetovališta.